# Calligonum ebinuricum
Calligonum ebinuricum N.A.Ivanova ex Soskov – gatunek rośliny z rodziny rdestowatych (Polygonaceae Juss.). Występuje naturalnie w Mongolii oraz Chinach (w regionie autonomicznym Sinciang). 

## Morfologia
PokrójZrzucający liście krzew dorastający do 0,8–1,5 m wysokości.
LiścieIch blaszka liściowa ma równowąski kształt, mierzy 2–4 mm długości, o ostrym wierzchołku.
KwiatyPojedyncze lub zebrane po 2–3 w pęczki, rozwijają się w kątach pędów. Listki okwiatu mają eliptyczny kształt i czerwonawą barwę, mierzą do 2–3 mm długości.
OwoceMają jajowaty kształt, osiągają 10–15 mm długości oraz 10–12 mm szerokości.

## Biologia i ekologia
Rośnie na pustyniach oraz wydmach. Występuje na wysokości od 500 do 600 m n.p.m. Kwitnie od kwietnia do maja, natomiast owoce dojrzewają od maja do lipca.